# قربط حقلي
قربط حقلي (الاسم العلمي:Filago arvensis) هو نوع من النباتات يتبع جنس القربط من الفصيلة النجمية.